# 同時存在原則
同時存在原則是成為繼承人的要件之一，指的是「在被繼承人死亡的同時，繼承人必須生存始具有權利能力，而得以繼承被繼承人之遺產」，故若在繼承開始前已死亡，或是尚未出生，將因不符合同時存在原則而無繼承權。但若繼承人為胎兒時，依民法第7條規定胎兒在繼承開始時已受胎且以活產為限，例外地承認胎兒享有繼承人地位。
1. ↑  胎兒以將來非死產者為限，關於其個人利益之保護，視為既已出生。